# 충무시 (선거구)
충무시는 대한민국의 옛 국회의원 선거구이다. 당시 경상남도 충무시 지역을 관할했다.

## 역사
1955년 9월, 통영군 통영읍이 충무시로 승격되었다. 이에 제4대 국회의원 선거를 앞두고 충무시 전 지역을 관할하는 선거구로 신설되었다.
제6대 국회의원 선거를 앞두고 통영군 선거구, 고성군 선거구와 통합되면서 충무시·통영군·고성군 선거구를 이루게 됨에 따라 폐지되었다.

## 역대 국회의원
| 선거   | 정당 | 정당   | 의원 |
| ------ | ---- | ------ | ---- |
| 1958년 |      | 민주당 | 최천 |
| 1960년 |      | 민주당 | 최천 |

## 역대 선거 결과

### 대한민국 제4대 국회의원 선거
|  | 42.96% |

|  | 29.51% |

|  | 11.00% |

|  | 5.62% |

|  | 5.09% |

|  | 2.28% |

|  | 1.90% |

|  | 1.60% |

### 대한민국 제5대 국회의원 선거
|  | 34.69% |

|  | 26.26% |

|  | 22.80% |

|  | 13.07% |

|  | 3.16% |